# Mundo de Cristal
Mundo de Cristal – drugi studyjny album meksykańskiej wokalistki Thalíi. Album został wydany przez wytwórnię płytową FONOVISA 26 września 1991 roku. Producentem płyty jest Alfredo Diaz Ordaz.

## Lista utworów
1. Cristal – 1:24
2. Sudor (Parte I y II) – 5:04
3. El bombo de tu corazón – 4:38
4. Te necesito – 4:58
5. Madrid - 4:46
6. Fuego cruzado – 4:36
7. Jollie madame - 3:51
8. Mundo de cristal – 5:05
9. En la intimidad – 5:04
10. Me matas – 3:11
11. En silencio – 4:59
12. Blues Jam - 2:32

## Single
- En La Intimidad
- Sudor
- Te Necesito
- Madrid
- Fuego Cruzado